# سيام ريب
سيام ريب (بالخميرية: ក្រុងសៀមរាប) هي عاصمة إقليم سيام ريب في كمبوديا. يغلب على المدينة طابع العمارة الاستعماري والصيني خاصة في الحي الفرنسي القديم والسوق القديم. تقام في المدينة عروض رقصة الأبسارا وفيها محلات الحرف ومصانع الحرير ومزارع الأرز وقرى الصيد ومحمية طيور بالقرب من بحيرة تونله ساب. وتعتبر المدينة البوابة المؤدية إلى معبد أنغكور وات المجاور.
تحتوي سيام ريب اليوم بعد أن أصبحت وجهة سياحية شعبية على عدد كبير من الفنادق والمطاعم. وتتمركز أغلب المنشئات الأخرى حول منطقة السوق القديم. بينما تقع الفنادق الأكثر غلاءً بين مطار سيام ريب أنغكور الدولي والبلدة على طول الطريق الوطني رقم 6. وتصطف مجموعة متنوعة من الفنادق والمطاعم المتوسطة على طول طريق سيفانا، فيما تتواجد الفنادق الرخيصة إلى متوسطة في منطقة فسار ليو.

## تاريخها
يقصد بالاسم سيام ريب «هزيمة سيام» وهي تايلاند في الوقت الحاضر، ويشار بذلك إلى حمام الدم الذي حدث قبل قرون والمحفور على الحجر في النصب التذكارية بأسلوب النقوش البارزة المشهورة.

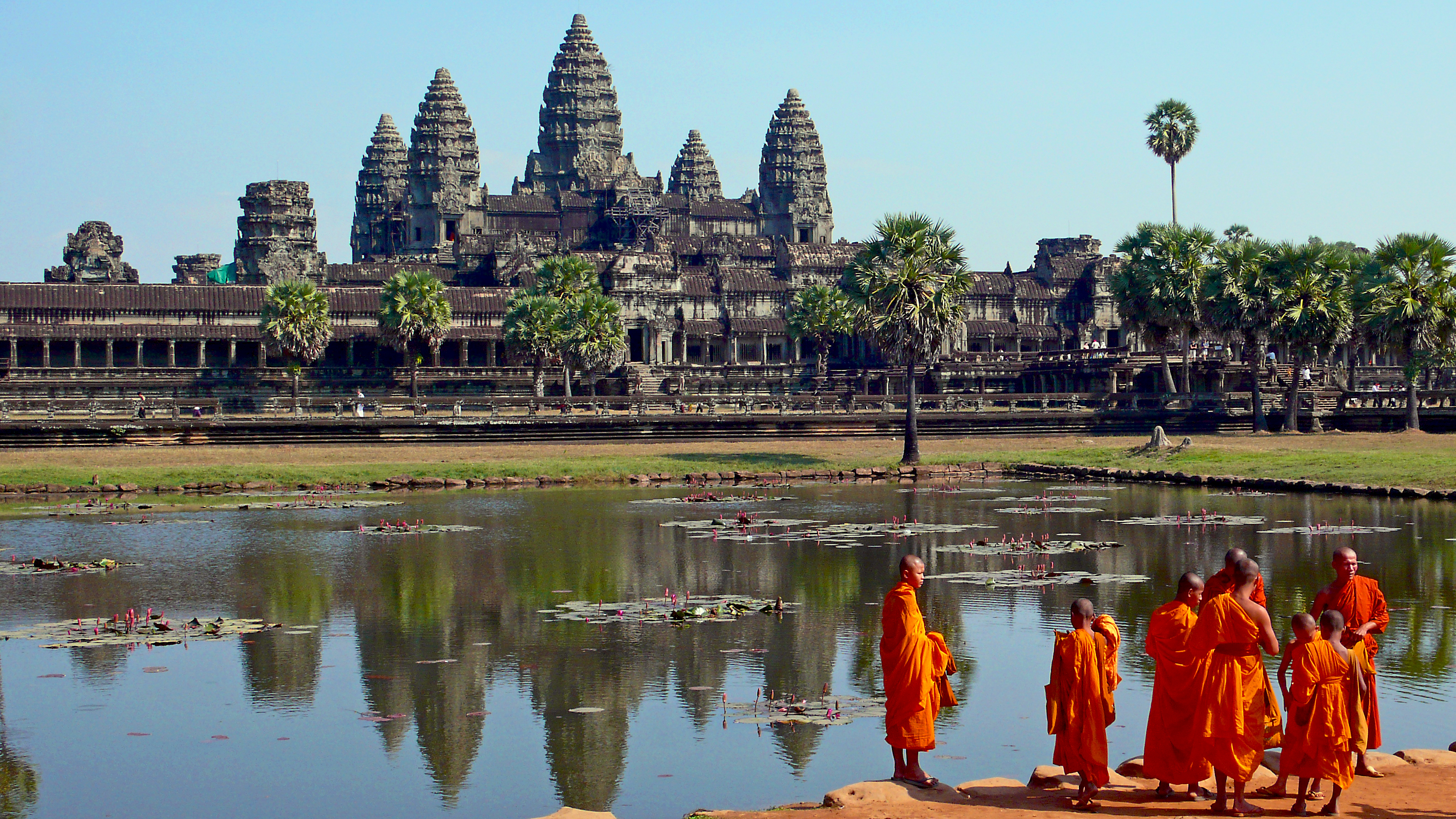
انجكور وات، العامل الرئيسي في ازدهار سيم ريب.

بدأت مؤسسة الشرق الأقصى الفرنسية في عام 1901 ارتباط طويل المدى مع أنغكور عن طريق الإنفاق على بعثة متجه إلى بايون. عادت أنغكور التي كانت تحت تحكم تايلاند إلى كمبوديا في عام 1907، وأخذت المؤسسة الفرنسية على عاتقها مسئولية تنظيف وترميم الموقع بالكامل. ووصل في نفس السنة أوائل السياح إلى أنغكور؛ وصل 200 منهم خلال ثلاثة أشهر بشكل غير متوقع. وبذلك أُنقذت أنغكور من الغابة وفرضت لنفسها مكاناً في العالم الحديث.
كانت سيام ريب أكثر من قرية صغيرة عندما أعاد المستكشفون الفرنسي.ون اكتشاف أنغكور في القرن التاسع عشر. بدأت سيام ريب في النمو والاستحواذ على الموجة الأولى من السياح مع عودة أنغكور تحت التحكم الكمبودي أو الفرنسي في عام 1907. وافتتح فندق جراند هوتيل دي أنغكور أبوابه في عام 1929، وبقيت معابد أنغكور حتى أواخر الستينات إحدى أكثر معابد آسيا جذباً لزوار مثل شارلي شابلن وجاكلين كينيدي. أخلى نظام الخمير الحمر الشيوعي مدينة سيام ريب من سكانها كسائر مدن وبلدان كمبوديا واقتادهم إلى الأرياف في عام 1975.
تاريخ سيام ريب وذكريات سكانها، مثل بقية الدولة، ملطخة بشبح نظام الخمير الحمر الوحشي. دخلت سيام ريب مع قدوم الحرب في سبات طويل لم تفق منه إلا في منتصف التسعينات؛ فمنذ وفاة بول بوت عام 1998 حدث استقرار نسبي وتجديد للسياحة وكان ذلك خطوة مهمة في رحلة تجاه العودة إلى الوضع السوي.
سيام ريب اليوم بلا شك المدينة الأسرع نمواً في كمبوديا، وهي بمثابة بوابة صغيرة ساحرة تؤدي إلى تراث العالم الشهير معابد أنغكور. حولت سيام ريب نفسها إلى محور أساسي للسياحة ويعود الفضل بذلك إلى عوامل الجذب هذه. سيام ريب في الوقت الحاضر مدينة نابضة بالنشاط مليئة بالفنادق الحديثة والعمران. حافظت سيام ريب وأهلها على صورة المدينة وثقافتها وتقاليدها بالرغم من التأثيرات العالمية.

## المعبد والنهر
مدينة سيام ريب عبارة عن مجموعة من القرى الواقعة على طول نهر سيام ريب. هذه القرى في الأساس نمت حول معابد الباغودا البوذية التي تتباعد بالتساوي تقريباً على طول النهر من وات ان كاو سيا في الشمال إلى وات فنوم كوم في الجنوب حيث يلتقي نهر سيام ريب مع بحيرة تونله ساب.
وتتمركز البلد الرئيسية حول شارع سفوثا ومنطقة بسار تشاس (منطقة السوق القديم) حيث يوجد مباني الاستعمار القديمة ومناطق التسوق والتجارة. منطقة وات بو الآن ممتلئة بالفنادق والمطاعم، بينما تزدحم منطقة بسار ليو عادة بمحلات المجوهرات والحرف اليدوية التي تبيع مختلف السلع بدأً من الياقوت إلى المنحوتات الخشبية. ويعتبر طريق المطار والطريق الرئيسي إلى أنغكور من المناطق السريعة التطور الأخرى حيث من الممكن إيجاد عدد كبير من الفنادق والمنتجعات.

## الاقتصاد

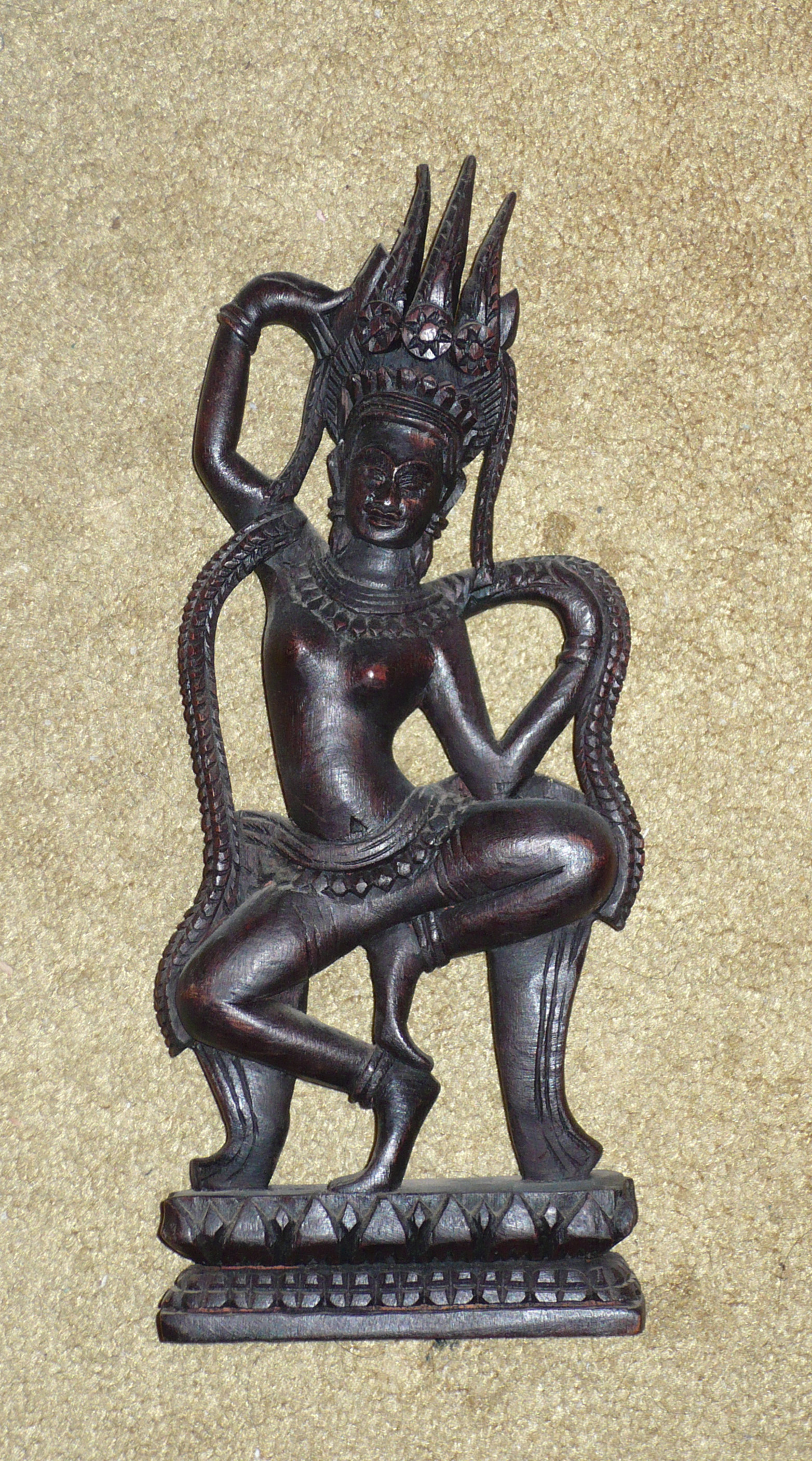
نحت خشبي في سيم ريب

ازدهرت التجارة المعتمدة على السياحة بفضل ازدهار السياحة في المنطقة. فهناك العديد من الفنادق التي تتراوح ما بين فنادق خمس نجوم والمنتجعات الفخمة وما بين مئات الفنادق الرخيصة. تقدم نخبة كبيرة من المطاعم العديد من أنواع الطعام التي تتضمن الطعام الإيطالي والهندي والفرنسي والألماني والروسي والتايلندي والكوري والياباني والبورمي. ويوجد حول منطقة بسار تشس العديد من أماكن التسوق، بينما تنبض المدينة بالحياة الليلية عادة في عدد من الحانات والبارات ذات الطابع الغربي.
يخدم مطار سيام ريب أنغكور الدولي في الوقت الحاضر أغلب السياح المسافرين إلى كمبوديا الذين يقدمون إلى سيام ريب في الغالب لزيارة معبد أنغكور وات وأنغكور ثوم (حوالي 60 كيلومتر شمال المدينة) وغيرها من تراث أنغكور. وبجوار عوامل الجذب الرئيسية هذه هناك الكثير من الأشياء الأخرى لتجربتها مثل مشاهدة عروض رقص الأبسارا على الغداء، أو رحلة إلى قرى الصيد ومحمية الطيور، أو زيارة محلات الحرف ومصانع الحرير، أو جولة بالدراجة حول مزارع الأرز في الريف.
مركز جيكو للبيئة هو مركز بيئة عائم يقع في إقليم سيام ريب على بحيرة تونله ساب. الهدف من هذا المركز هو نشر التوعية البيئية بين المجتمع المحلي وكذلك زوار البحيرة العظيمة. إقليم سيام ريب هو جزء من محمية المحيط الحيوي تونله ساب.

## عوامل الجذب

### أنغكور وات
المقالة الرئيسية: أنغكور وات
أنغكور وات (معبد أنغكور) هو المعلم الرئيسي من مواقع التراث العالمي في أنغكور الذي يحتوي على آثار رائعة لحضارة الخمير. ويحتوي المعبد على خمسة أبراج تبلغ ارتفاع مثير للإعجاب حيث يبلغ البرج في المنتصف ذروة الارتفاع ليمثل جبل ميرو الخرافي. وتغطي جدران تبلغ مساحتها الآلف الأقدام مغطية بنقوش معقدة تصور مشاهد من الأساطير الهندوسية.

### متحف ألغام كمبوديا
يُدير متحف الألغام أكي را زارع الألغام الذي كان جندياً في نظام الخمير الحمر في طفولته. قام أكي بتحويل حديقة منزله إلى متحف ألغام ومعدات حربية أخرى. ويقع الآن المتحف في موقع بُني لذات الغرض يبعد 12 ميلاً تقريباً من سيام ريب في اتجاه بنتاي سري.

### متحف أنغكور الوطني
يقدم متحف أنغكور وات الوطني الذي اُفتتح في 12 نوفمبر عام 2007 فهم أفضل لثروات المنطقة الأثرية. حيث يعرض الحقبة الذهبية لمملكة الخمير ويتضمن ذلك استخدام الوسائط المتعددة والتكنولوجيا الحديثة. ويغطي المتحف تاريخ الخمير وحضارتهم وموروثهم الثقافي في ثماني صالات عرض:
- صالة عرض خاصة: 1000 صورة لبوذا
- صالة العرض أ: حقبة ما قبل أنغكور: الحضارة الخميرية.
- صالة العرض ب: الدين والمعتقدات.
- صالة العرض ج: ملوك الخمير العظماء.
- صالة العرض د: أنغكور وات.
- صالة العرض ه: أنغكور ثوم.
- صالة العرض و: قصة من الحجارة.
- صالة العرض ز: الزي القديم.

### أنغكور ثوم
بُنيت هذه المدينة الداخلية الملكية الرائعة في نهاية القرن الثاني عشر وهي شهيرة بسبب معبدها.

### بسار تشا
يقدم سوق الحراج أثريات الخمير العتيقة وتذكارات للسياح.

### السوق المركزي
سوق أخرى حيث يمكن العثور على الطعام والملابس والمجوهرات.

### فسار ليو ثوم ثمي
أُعيد بناء هذا السوق بالحجر بعد أن كان مبني من الخشب. تعني كلمة فسار سوق، أما ليو ثوم ثمي فتعني العلوي الكبير الجديد على التوالي. يبيع الناس في هذا السوق المشهور جداً والمزدحم أشياء من كل نوع، ويقع على بعد 2 كيلومتر من سيام ريب على الجهة الغربية من الطريق الوطني رقم 6 في حال السفر من الغرب إلى الشرق.

## المناخ
| المناخ في سيام ريب    | المناخ في سيام ريب | المناخ في سيام ريب | المناخ في سيام ريب | المناخ في سيام ريب | المناخ في سيام ريب | المناخ في سيام ريب | المناخ في سيام ريب | المناخ في سيام ريب | المناخ في سيام ريب | المناخ في سيام ريب | المناخ في سيام ريب | المناخ في سيام ريب |
| درجة الحرارة          | درجة الحرارة       | درجة الحرارة       | درجة الحرارة       | درجة الحرارة       | درجة الحرارة       | درجة الحرارة       | درجة الحرارة       | درجة الحرارة       | درجة الحرارة       | درجة الحرارة       | درجة الحرارة       | درجة الحرارة       |
| شهر                   | يناير              | فبراير             | مارس               | أبريل              | مايو               | يونيو              | يوليو              | أغسطس              | سبتمبر             | أكتوبر             | نوفمبر             | ديسمبر             |
| --------------------- | ------------------ | ------------------ | ------------------ | ------------------ | ------------------ | ------------------ | ------------------ | ------------------ | ------------------ | ------------------ | ------------------ | ------------------ |
| العظمى م° (ف°)        | 32.0(90)           | 33.3 (92)          | 34.6 (94)          | 35.5 (96)          | 35.2 (95)          | 33.5 (92)          | 32.7 (91)          | 32.0 (90)          | 32.2 (90)          | 31.3 (88)          | 30.6 (87)          | 31.0 (88)          |
| الصغرى م° (ف°)        | 19.7 (67)          | 20.8 (69)          | 26.1 (79)          | 25.1 (77)          | 25.4 (78)          | 24.8 (77)          | 24.8 (77)          | 25.0 (77)          | 24.5 (76)          | 23.9 (75)          | 22.4 (72)          | 20.3 (69)          |
| الأمطار مليمتر (بوصه) | 0.7 (0.03)         | 3.5 (0.14)         | 28.0 (1.1)         | 61.2 (2.41)        | 175.9 (6.93)       | 221.3 (8.71)       | 236.6 (9.31)       | 151.0 (5.94)       | 276.1 (10.87)      | 248.0 (9.76)       | 81.7 (3.22)        | 10.1 (0.4))        |

## طُرق الوصول إلى المدينة
تبعد مدينة سيام ريب 6 كيلومتر عن مطار سيام ريب أنغكور الدولي. ويمكن الوصول إليها عن طريق الرحلات المباشرة من بنوم بنه، سيهانوكفيل، سنغافورة، بانكوك، كوالا لمبور، فينتيان، لوان باربانج، هانوي، هو تشي منه، دا نانغ، هونغ كونغ، قوانغتشو، سيول، بوسان، كونمنج، كاوهسنج وتايبيه. أما عن طريق البر فيمك الوصول إليها عن طريق بنوم بنه والحدود التايلندية، وكذلك من بنوم به عن طريق الحافلة أو القارب.

## وصلات خارجية
- سييم ريب -- بوابة لأنكور